# ماهیاوا
ماهیاوا (به لاتین: Mahaiyawa) یک منطقهٔ مسکونی در سری‌لانکا است که در استان مرکزی (سری‌لانکا) واقع شده‌است.